# Paropsisterna crocata
Paropsisterna crocata es una especie de escarabajo del género Paropsisterna, familia Chrysomelidae. Fue descrita científicamente por Boisduval en 1835.
Habita en Australia.